# Kilovolt
| Grotere/kleinere eenheden | Grotere/kleinere eenheden | Grotere/kleinere eenheden |
| factor                    | naam                      | symbool                   |
| ------------------------- | ------------------------- | ------------------------- |
| 10−6                      | microvolt                 | μV                        |
| 10−3                      | millivolt                 | mV                        |
| 1                         | volt                      | V                         |
| 103                       | kilovolt                  | kV                        |
| 106                       | megavolt                  | MV                        |
| 109                       | gigavolt                  | GV                        |

De kilovolt is een tot het SI behorende eenheid van elektrische spanning. De eenheid heeft het symbool kV. Een kilovolt is gelijk aan 103 V, ofwel 1000 volt.
Een kilovolt is ca. 4 keer de spanning die in Europese huishoudens wordt gebruikt. In Nederland en België gebruikt het landelijke hoogspanningsnet spanningen van 110 tot 380 kV. Hoge spanningen in de orde van kilovolts worden in de industrie gebruikt om gaslasers te ontsteken, en in huishoudens bijvoorbeeld om gasontladingslampen te ontsteken.